# Torben Liebrecht

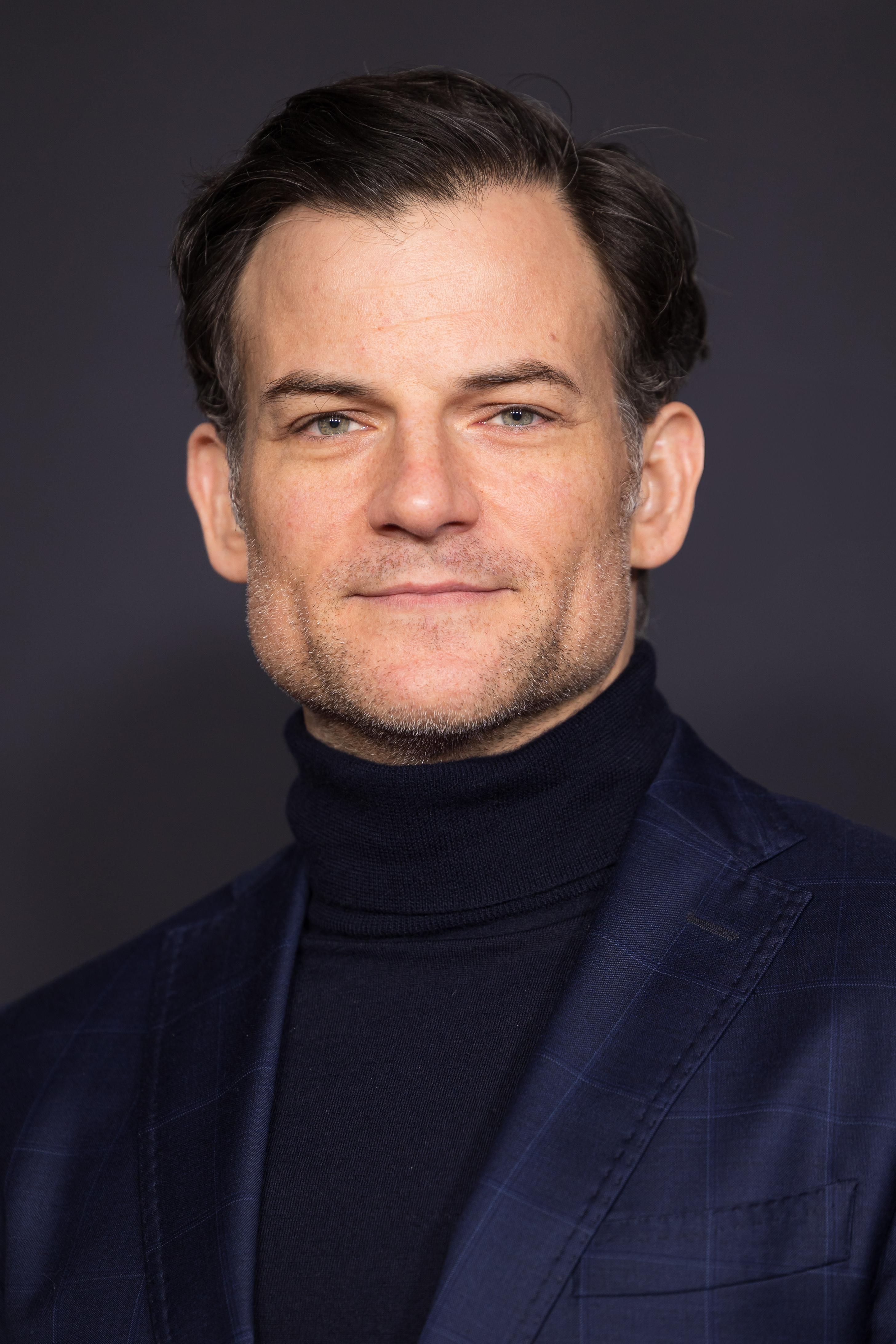
Torben Liebrecht (2024)

Torben Liebrecht (* 3. Dezember 1977 in Reinbek) ist ein deutscher Schauspieler, Synchronsprecher, Regisseur, Drehbuchautor sowie Sprecher von Hörspielen und Hörbüchern.

## Leben
Liebrecht beendete 2004	sein Studium an der Hochschule für Fernsehen und Film München (Regiestudium, Abt. Kino- und Fernsehfilm & Masterclass).
Er begann seine Laufbahn als Filmdarsteller 1997 in der Fernsehserie Die Schule am See, für die er bis 1998 spielte. Danach trat er in verschiedenen deutschen Serien auf, wie 1998 in Kommissar Rex oder in Großstadtrevier. Er spielte in weiteren Krimiserien, etwa 2000 und 2004 in Polizeiruf 110. Mit Deathwatch  hatte er 2002 die erste Rolle in einem Kinofilm, im Jahr darauf spielte er die historische Figur des deutschen Kaisers Karl V. in der internationalen Filmproduktion Luther.
Ab 2005 war Liebrecht wieder vorwiegend in Fernsehserien und Fernsehfilmen vertreten, 2010 spielte er in Kommissarin Lucas. Daneben ist er als Synchronsprecher tätig und leiht häufig den Schauspielern Tom Hardy, Chiwetel Ejiofor, Damian Lewis und Richard Armitage seine Stimme.

## Filmografie

### Darsteller
- 1996: Doppelter Einsatz (Fernsehserie, Folge Nachtvögel)
- 1997–1998: Die Schule am See (Fernsehserie, 15 Folgen)
- 1998: Kommissar Rex (Fernsehserie, Folge Tod eines Schülers)
- 1998: Heimatgeschichten (Fernsehserie, Folge Feinde fürs Leben)
- 1998: Großstadtrevier (Fernsehserie, Folge Papilein)
- 2000: Monsignor Renard (Fernsehvierteiler)
- 2000: Polizeiruf 110 – Blutiges Eis (Fernsehreihe)
- 2000: Der letzte Zeuge (Fernsehserie, Folge Der vierte Mann)
- 2000: Wolffs Revier (Fernsehserie, Folge Der Yankee Bomber)
- 2001: Jud Süß – Ein Film als Verbrechen? (Fernsehfilm)
- 2001: Im Namen des Gesetzes (Fernsehserie, Folge Feuertod)
- 2001: Die Manns – Ein Jahrhundertroman (Fernsehdreiteiler, Teil 2)
- 2002: Deathwatch
- 2003: Trenck – Zwei Herzen gegen die Krone (Fernsehfilm)
- 2003: Eiskalte Freunde (Fernsehfilm)
- 2003: Luther
- 2004: Beyond the Sea – Musik war sein Leben
- 2004: Nicht meine Hochzeit
- 2004: Polizeiruf 110 – Barbarossas Rache
- 2005: Wahrheit oder Pflicht
- 2005: Wilde Engel (Fernsehserie, Folge Drei Engel für ein Halleluja)
- 2005: Rose
- 2006: Eine Krone für Isabell (Fernsehfilm)
- 2006: Krieg der Frauen (Fernsehfilm)
- 2006: Unser Reigen (Fernsehfilm)
- 2007: Verrückt nach Clara (Fernsehserie, 5 Folgen)
- 2007: Zwei Wochen Chef (Fernsehfilm)
- 2007: Die Familienanwältin (Fernsehserie, Folge Leben & Sterben)
- 2008: Willkommen zuhause (Fernsehfilm)
- 2008: Ein riskantes Spiel (Fernsehfilm)
- 2008: Die Patin – Kein Weg zurück (Fernsehvierteiler, Teil 1 – 3)
- 2009: Lulu & Jimi
- 2009: Dr. Hope – Eine Frau gibt nicht auf (Fernsehfilm)
- 2009: Mein Flaschengeist und ich (Fernsehfilm)
- 2010: Kommissarin Lucas – Aus der Bahn (Fernsehreihe)
- 2010: Kommissar Stolberg (Fernsehserie, Folge Familienbande)
- 2011: Danni Lowinski (Fernsehserie, Folge Falsche Wahl)
- 2012: Countdown – Die Jagd beginnt (Fernsehserie, Folge Die Polizistin)
- 2012: Das Wunder von Merching (Fernsehfilm)
- 2012: Halbe Hundert (Fernsehfilm)
- 2012: Kreutzer kommt… ins Krankenhaus (Fernsehfilm)
- 2013: Tatort – Macht und Ohnmacht (Fernsehreihe)
- 2014: Tatort – Todesspiel
- 2014: Alarm für Cobra 11 (Fernsehserie, Folge Lackschäden)
- 2014: Polizeiruf 110 – Smoke on the Water
- 2014: Wir waren Könige (Fernsehfilm)
- 2015: Polizeiruf 110 – Im Schatten
- 2015: Die kalte Wahrheit (Fernsehfilm)
- 2015: Homeland (Fernsehserie, Folge Drecksarbeit)
- 2016: Morgen hör ich auf (Fernsehserie, 4 Folgen)
- 2016: Duell der Brüder – Die Geschichte von Adidas und Puma (Fernsehfilm)
- 2016: Kommissarin Lucas – Kreuzweg
- 2015–2017: X Company (Fernsehserie)
- 2017: Happy Burnout
- 2017: Zarah – Wilde Jahre (Fernsehserie)
- 2017: Whatever Happens
- 2018: Das Joshua-Profil
- 2018: Operation Finale
- 2019: Mordshunger – Verbrechen und andere Delikatessen: Wie ein Ei dem anderen
- 2020: Altered Carbon – Das Unsterblichkeitsprogramm (Altered Carbon, Fernsehserie, 7 Folgen)
- 2021: Wilsberg: Überwachen und belohnen
- 2021: Tatort: Der Reiz des Bösen
- 2021: Gefährliche Wahrheit (Drama, ZDF/arte; Regie: Jens Wischnewski)
- 2021: Das Lied des toten Mädchens (Fernsehfilm, ARD)
- 2021: Eine riskante Entscheidung
- 2022: Familienerbe (Fernsehfilm, ARD)
- 2022: Gestern waren wir noch Kinder (Fernsehserie)
- 2025: Großstadtrevier – Im Moment der Angst (Fernsehfilm, ARD)
- 2025: Das zweite Attentat (Fernsehserie)
- 2025: Karla

### Synchronisation (Auswahl)
Richard Armitage
- 2012: Der Hobbit: Eine unerwartete Reise als Thorin Eichenschild
- 2013: Der Hobbit: Smaugs Einöde als Thorin Eichenschild
- 2014: Der Hobbit: Die Schlacht der Fünf Heere als Thorin Eichenschild
- 2014: Storm Hunters als Gary Fuller
- 2015: Hannibal (Fernsehserie, 6 Folgen) als Francis Dolarhyde
- 2016: Alice im Wunderland: Hinter den Spiegeln als König Oleron
- 2016: Feuer im Kopf als Thomas „Tom“ Cahalan
- 2017: Gottes Wege sind blutig als Raymond de Merville
- 2018: Ocean’s 8 als Claude Becker
- 2019: The Lodge als Richard Hall
- 2020: Ich schweige für dich (Miniserie, 8 Folgen) als Adam Price

Tom Hardy
- 2011: Warrior als Tommy Conlon
- 2012: Lawless – Die Gesetzlosen als Forrest Bondurant
- 2014: The Drop – Bargeld als Bob Saginowsky
- 2015: Kind 44 als Leo Demidov
- 2015: Legend als Ronald Kray/ Reggie Kray
- 2015: Mad Max: Fury Road als Max Rockatansky
- 2016: The Revenant – Der Rückkehrer als John Fitzgerald
- 2017: Dunkirk als Farrier
- seit 2017: Taboo (Fernsehserie) als James Keziah Delaney
- 2018: Venom als Eddie Brock / Venom
- 2020: Capone als Al Capone
- 2021: Venom: Let There Be Carnage als Eddie Brock/Venom
- 2021: Spider-Man: No Way Home als Eddie Brock/Venom
- 2024: Venom: The Last Dance als Eddie Brock/Venom
- 2025: Havoc als Patrick Walker

Chiwetel Ejiofor
- 2013: Savannah als Christmas Moultrie
- 2014: 12 Years a Slave als Solomon Northup
- 2015: Der Marsianer – Rettet Mark Watney als Vincent Kapoor
- 2016: Triple 9 als Michael Atwood
- 2016: Doctor Strange als Mordo
- 2018: Come Sunday als Carlton Pearson
- 2020: The Old Guard als Copley
- 2022: Doctor Strange in the Multiverse of Madness als Mordo

Luke Evans
- 2010: Immer Drama um Tamara als Andy Cobb
- 2013: Fast & Furious 6 als Owen Shaw
- 2016: Girl on the Train Scott Hipwell
- 2017: Fast & Furious 8 als Owen Shaw
- 2019: Anna als Alex Tchenkov

#### Filme
- 2009: (Traum)Job gesucht – Rodrigo Santoro als David Santiago
- 2009: Ex – Flavio Insinna als Don Lorenzo
- 2011: Der Adler der neunten Legion – Channing Tatum als Marcus Aquila
- 2012: Breaking Dawn – Biss zum Ende der Nacht, Teil 2 – Lee Pace als Garrett
- 2014: Die Bestimmung – Divergent – Jai Courtney als Eric
- 2014: Teenage Mutant Ninja Turtles – Will Arnett als Vernon Fenwick
- 2014: Noah – Barry Sloane als Poacher Leader
- 2015: Terminator: Genisys – Jason Clarke als John Connor
- 2015: Vacation – Wir sind die Griswolds – Norman Reedus als Truckfahrer
- 2015: Die Bestimmung – Insurgent – Jai Courtney als Eric
- 2015: American Sniper – Owain Yeoman als Ranger One
- 2019: Alita: Battle Angel – Mahershala Ali als Vector
- 2019: Once Upon a Time in Hollywood – Damian Lewis als Steve McQueen
- 2020: Knives Out – Mord ist Familiensache – Michael Shannon als Walter „Walt“ Thrombey
- 2021: Army of the Dead – Omari Hardwick als Vanderohe
- 2021: Dune – Chang Chen als Dr. Wellington Yueh
- 2024: Hagen – Im Tal der Nibelungen als Hagen von Tronje
- 2025: Die nackte Kanone als Sig Gustafson

#### Serien
- 2011–2014: Homeland – Damian Lewis als Sgt. Nicholas Brody
- 2011–2014: Suburgatory – Jeremy Sisto als George Altman
- 2012–2015: Raising Hope – Garret Dillahunt als Burt Chance
- 2012–2013: Once Upon a Time – Es war einmal … – Jamie Dornan als Der Jäger/Sheriff Graham Humbert
- 2013: Vampire Diaries – Todd Williams als Connor Jordan
- 2016: Wölfe – Damian Lewis als König Heinrich VIII.
- 2016–2023: Billions – Damian Lewis als Bobby Axelrod
- 2022: Cyberpunk: Edgerunners als Maine
- seit 2022: House of the Dragon – Steve Toussaint als Corlys Velaryon
- seit 2022: The Lincoln Lawyer (Fernsehserie) als Cisco
- 2023: Vinland Saga – Fuminori Komatsu als Snake
- 2024:  Shōgun – Cosmo Jarvis als Major John Blackthorne
- 2024: Fallout – Walton Goggins als Ghul / Cooper Howard

#### Videospiele
- Roland in Borderlands 2 (2012)
- Booker DeWitt in BioShock Infinite (2013)
- Jacob Frye in Assassin’s Creed Syndicate (2015)
- Cole Cassidy in Overwatch (2016)
- Kurt Hansen in Cyberpunk 2077: Phantom Liberty (2023)

### Regie und Regieassistenz
- 2001: Jud Süß – Ein Film als Verbrechen? (Fernsehfilm)
- 2001: Freunde
- 2003: Verkauftes Land (Fernsehfilm)
- 2007: Wie es bleibt

### Drehbuch
- 2007: Wie es bleibt

## Hörbücher (Auswahl)
- 2019: Esi Edugyan: Washington Black (Hörbuch), Lübbe Audio/Audible, ISBN 978-3-8387-9314-6